# Psychotria montisstellaris
Psychotria montisstellaris là một loài thực vật có hoa trong họ Thiến thảo. Loài này được (P.Royen) A.P.Davis & Ruhsam mô tả khoa học đầu tiên năm 2005.